# 法比亚尼桥

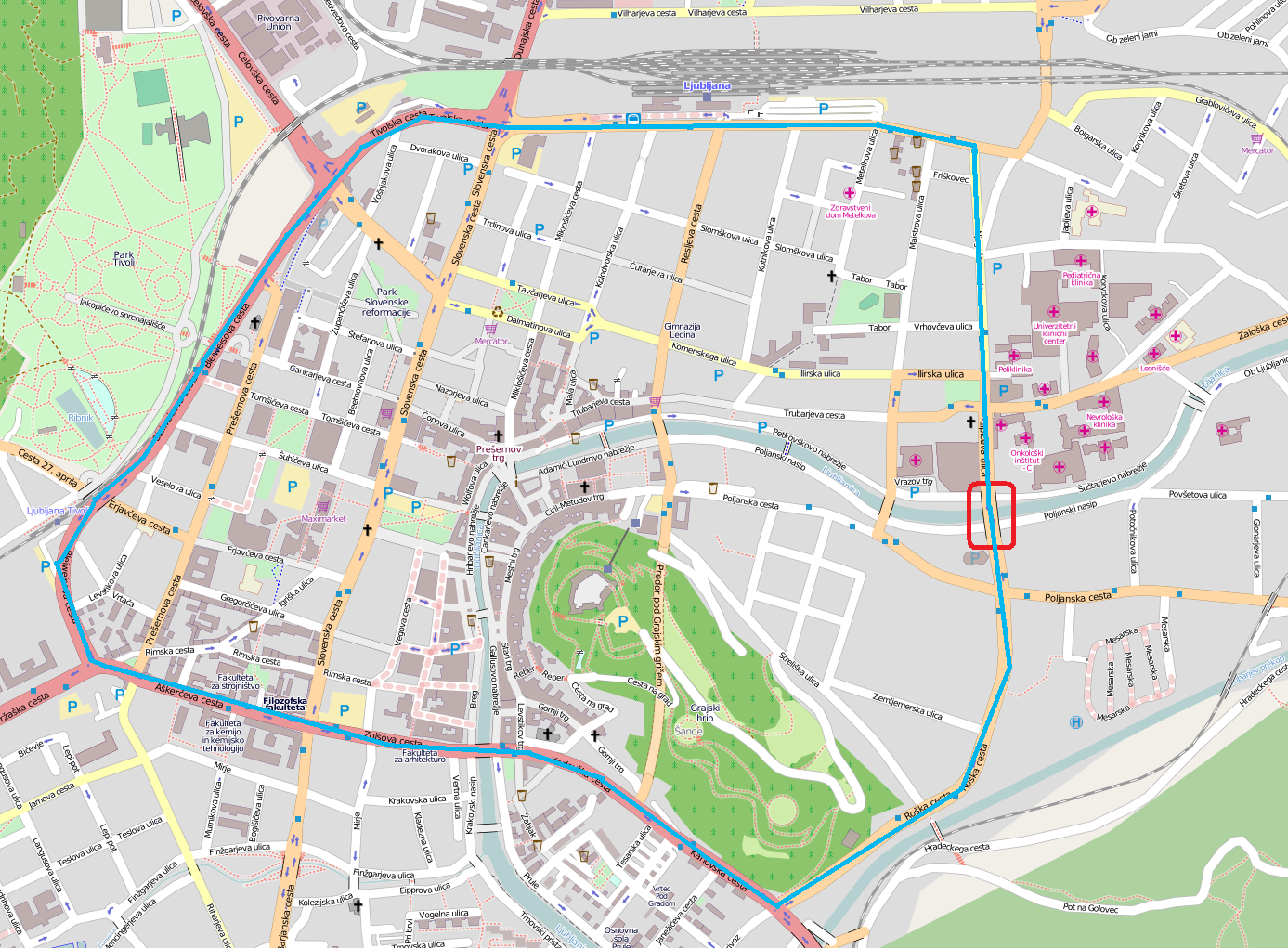
法比亚尼桥在卢布尔雅那内环路（蓝色）上的位置

法比亚尼桥是斯洛文尼亚首都卢布尔雅那的一座跨越盧布爾雅尼察河的双层桥梁。